# 클리프행어
클리프행어(영어: cliffhanger) 또는 클리프행어 결말(영어: cliffhanger ending)은 소설이나 영화 등의 작품에서 쓰이는 줄거리 장치이다. 주인공이 어렵거나 위협적인 상황에 처하거나, 이야기의 마지막 부분에서 충격적인 결말을 맞게 되는 것을 가리키는 용어이다. “다음 화에 계속...”(To Be Continued)과 같은 표현을 예로 들 수 있다.
찰스 디킨스의 소설에서 반복적으로 사용되며 유명세를 탔다.

## 같이 보기
- 미완성 효과